# Печерский район
Пече́рский район (укр. Печерський район) — один из центральных районов столицы Украины, города Киева. Назван по исторической местности Печерск.

## Общие данные
В Печерском районе города Киева, который занимает площадь 20 км², проживает 240 тыс. киевлян, тут действует порядка 30 промышленных предприятий, 28 научно-исследовательских и проектных института, 4 высших учебных заведения, 8 техникумов и профтехучилищ, 15 средних, одна вечерняя, две спортивные школы, 17 дошкольных заведений, четыре больницы и военный госпиталь, пять поликлиник. Печерский район очень насыщен культурными учреждениями: Украинский дом, Дворец детей и юношества, Центр культуры, образования и отдыха Вооруженных сил Украины, девять государственных музеев, 18 библиотек, 7 дворцов и домов культуры, два театра и три театра-студии, 4 кинотеатра, Центральный парк культуры и отдыха, Здания на Печерске: Национальная филармония, Международный центр культуры и искусств, детская картинная галерея и три детские музыкальные школы.
На территории Печерска находится Центральный ботанический сад, где находится знаменитый сирингарий (сад сирени).

## Население

### Языковой состав
Родной язык населения по данным переписи 2001 года:
| Язык       | Численность, чел. | Доля     |
| ---------- | ----------------- | -------- |
| Украинский | 75 129            | 60,23 %  |
| Русский    | 38 257            | 30,67 %  |
| Другое     | 11 359            | 9,10 %   |
| Итого      | 124 745           | 100,00 % |

## История
История этих мест неразрывно связана с возникновением столицы Украины. На территории района выделяют такие исторические местности: Крещатик (Перевесище), Липки, Киево-Печерск, Аскольдова могила (Угорское урочище), Берестово, Наводничи, Зверинец, Выдубичи, Верхняя Теличка, Сапёрная слободка, Микрорайон имени Дзержинского, горы Лысая, Чёрная, долина Клова и частично Лыбеди. Над Днепром, возле урочища Угорское, в 882 году Олег убил киевских князей Аскольда и Дира и стал править в Киеве. В 1051 году монахи Антоний и Феодосий основали в пещерах, выкопанных вблизи княжего села Берестового, монастырь — будущую Киево-Печерскую Успенскую лавру. От слова «пещера» и произошло название «Печерск». Кроме лаврских, также известны Зверинецкие пещеры. Первые каменные сооружения на территории района появились в XI веке в Печерском монастыре.
В конце XVII века Печерский городок становится военно-административным центром Киева. Гетман Иван Самойлович начинает сооружение земляной крепости. Позже гетман Иван Мазепа возводит оборонительные стены с башнями, церквями вокруг Лавры, выделяет большие деньги на церковное строительство. Полковники Войска Запорожского тоже выделяют деньги на строительство и украшение Печерского, Никольского, Выдубицкого, Михайловского златоверхого монастырей. В середине XVIII века на Печерске возводятся Царский (Мариинский) и Кловский дворцы, дом киевских генерал-губернаторов, улучшаются фортификационные сооружения Печерской крепости. В конце XVIII века напротив лавры строится огромный арсенал из жёлтого киевского кирпича.

В XIX веке возникает улица Крещатик, и старый Киев сливается с Печерском.
Во время Первой мировой войны Печерск быстро милитаризируется: расширяется арсенал, прокладываются железнодорожные пути ко всем военным объектам.
Новый виток истории Печерска приходится на 1934 год, когда при переводе столицы Украины из Харькова в Киев в Липках размещают государственные органы. Одновременно было уничтожено множество памятников архитектуры. В 1930-х годах построены здания Верховного Совета, огромный дом НКВД (в данный момент — Кабинет Министров), клубы, школы, детские сады, стадион «Динамо» им. В. Лобановского, набережная Днепра.
Сейчас это современный район с развитой инфраструктурой и новыми домами.

## Галерея

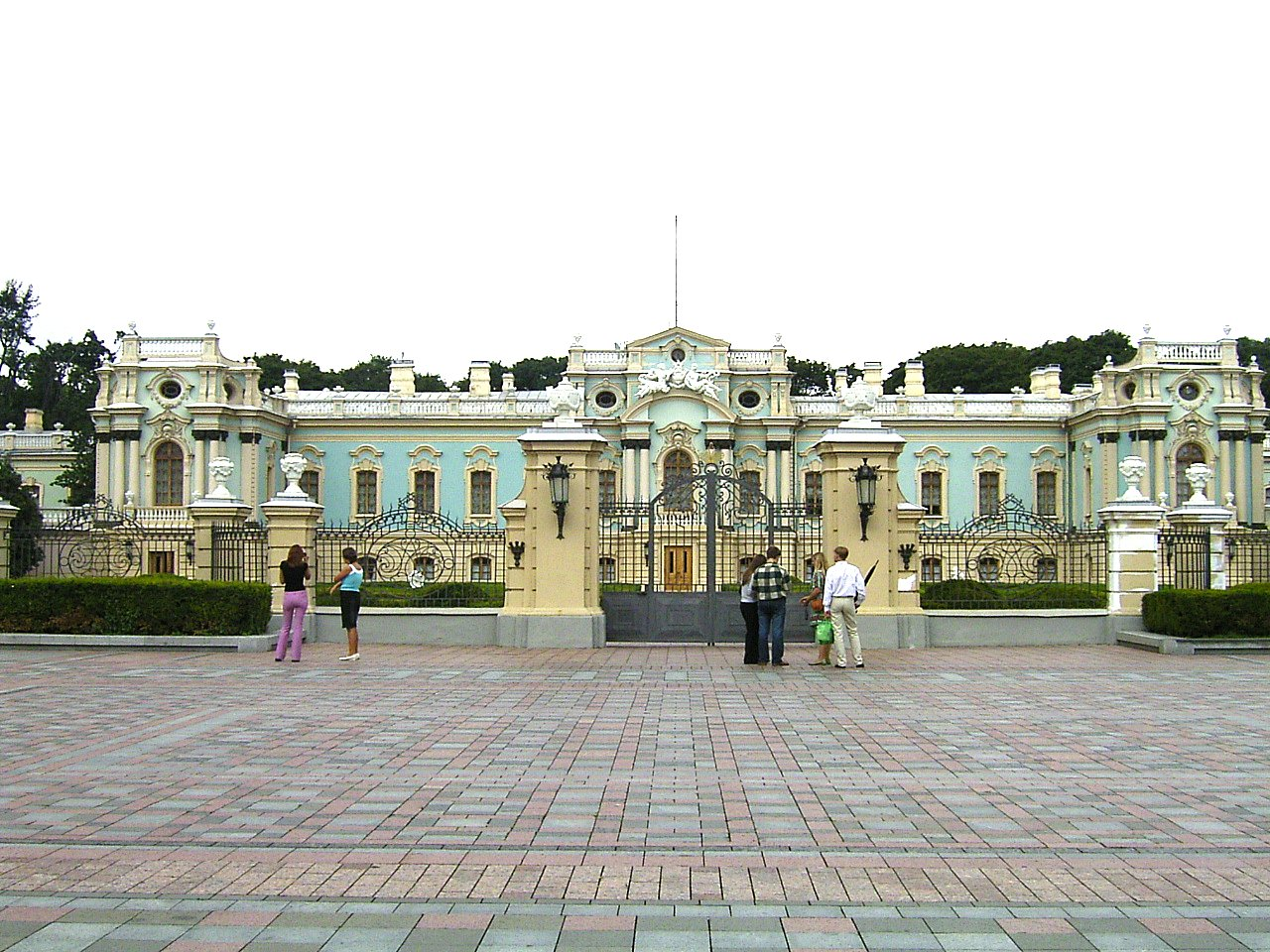
Мариинский дворец
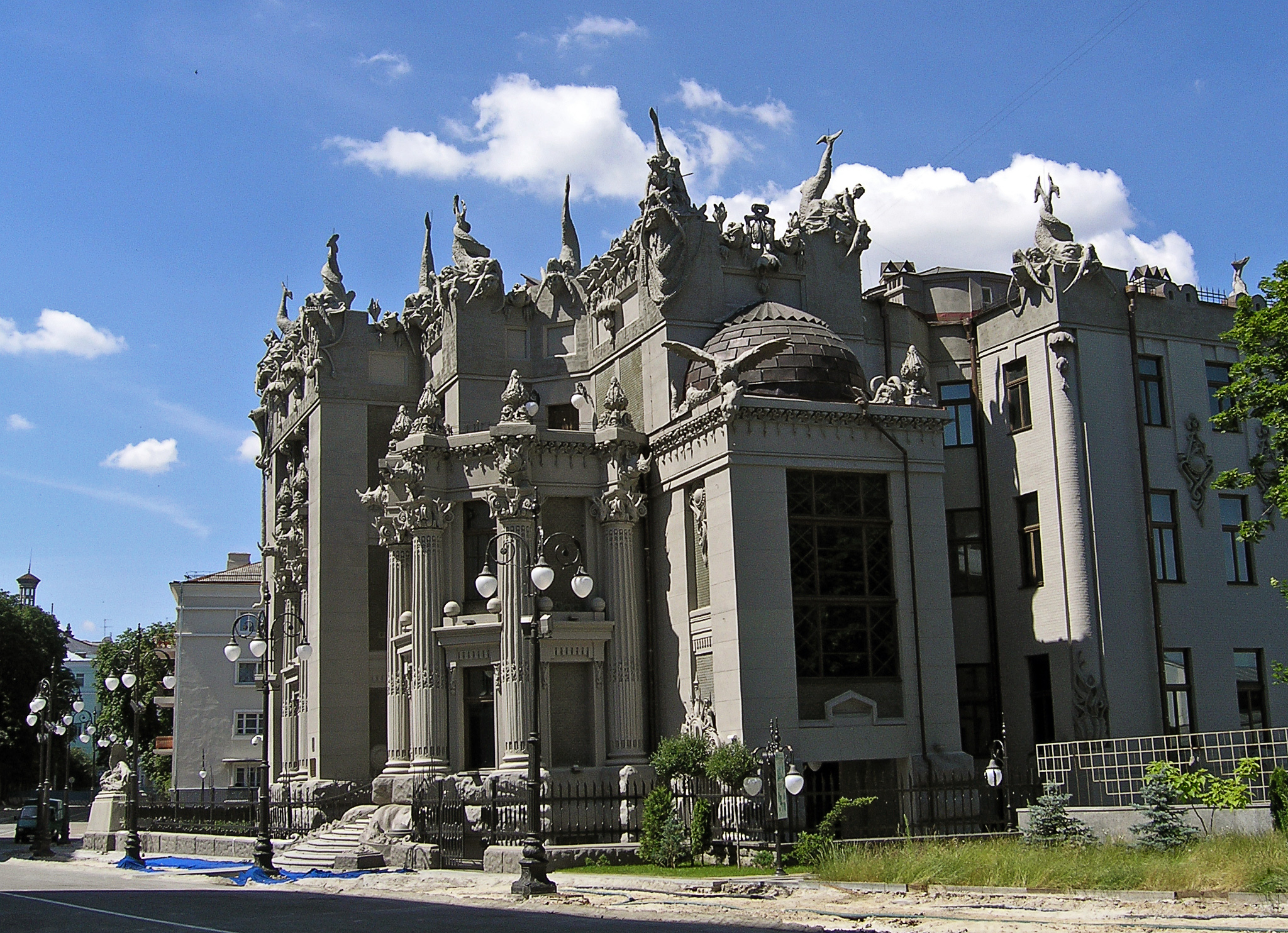
Дом с химерами
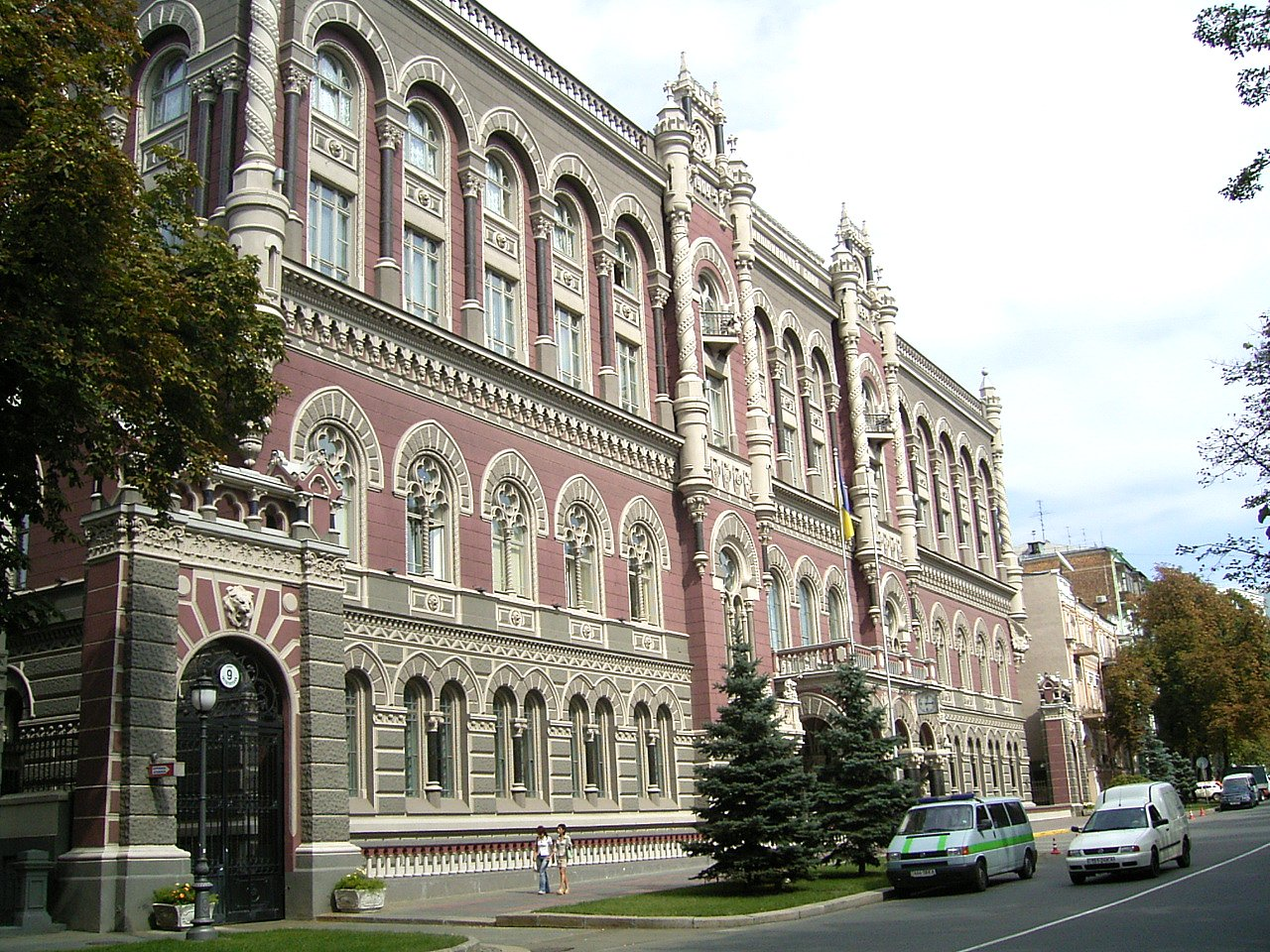
Здание Национального банка Украины
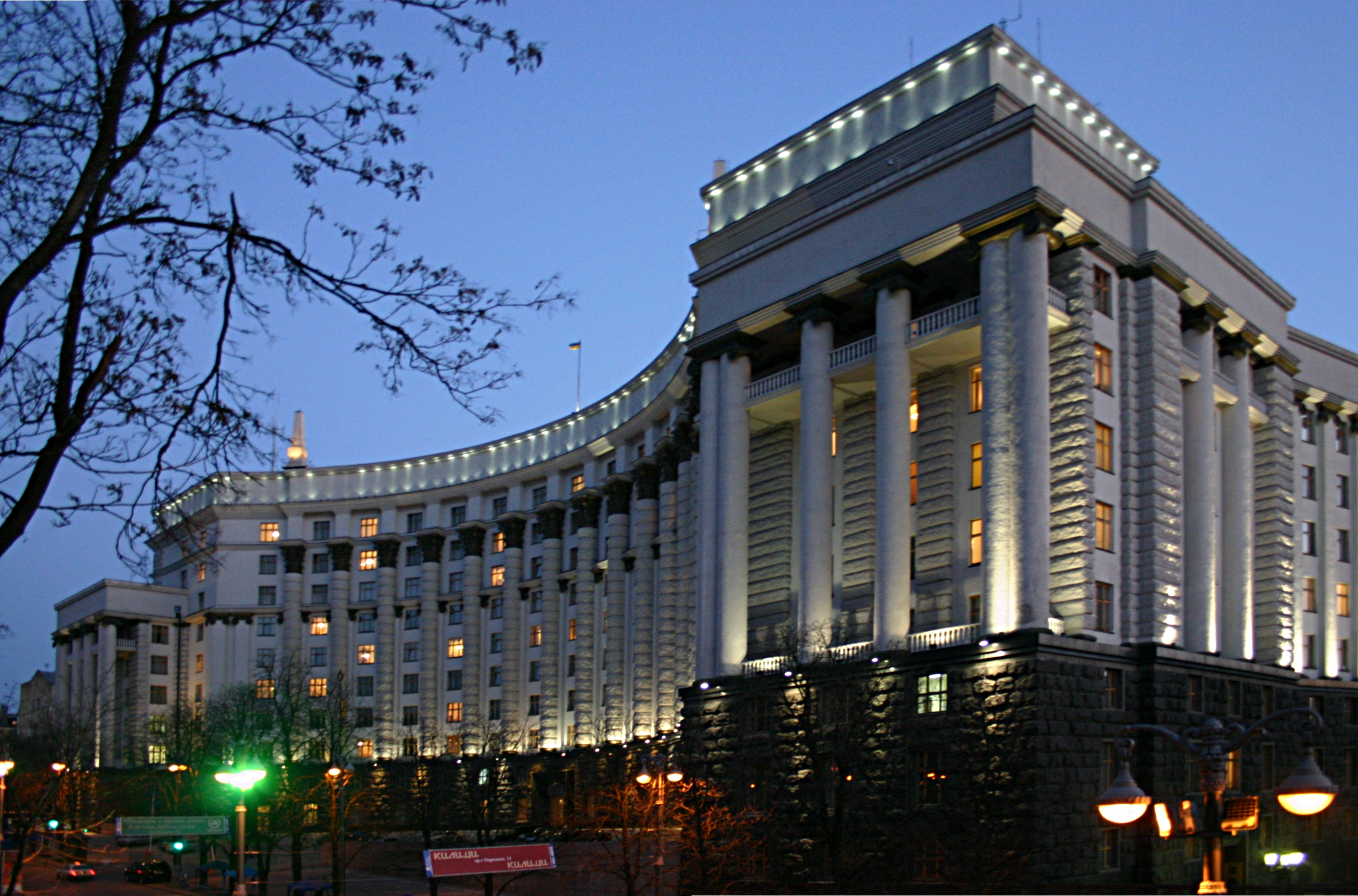
Здание Правительства Украины
Аллея славы и памятник неизвестному солдату